# Psammechinus
Psammechinus (лат.) — род морских ежей семейства Parechinidae. Известны два вида.

## Внешний вид
Psammechinus — это небольшие, правильной формы, округлые и слегка приплюснутые морские ежи, распространённые на побережье. Взрослые особи достигают около 6 см в диаметре, имеют бледную окраску и оснащены мощными ножками, позволяющими им легко передвигаться по сложным склонам. Поэтому их прозвали «лазающими морскими ежами».
Раковина характеризуется некоторыми особенностями: апикальный диск дициклический, амбулакры тройчатые с парами пор, образующих вертикальные полосы, каждая амбулакральная или интерамбулакральная пластинка несёт один первичный бугорок, окружённый вторичными бугорками, радиолы сплошные и заострённые, но не превышают по длине половины диаметра раковины.
Эти морские ежи, по-видимому, появились в миоцене и встречаются исключительно в Восточной Атлантике и Средиземноморье. Известные виды съедобны.

## Виды

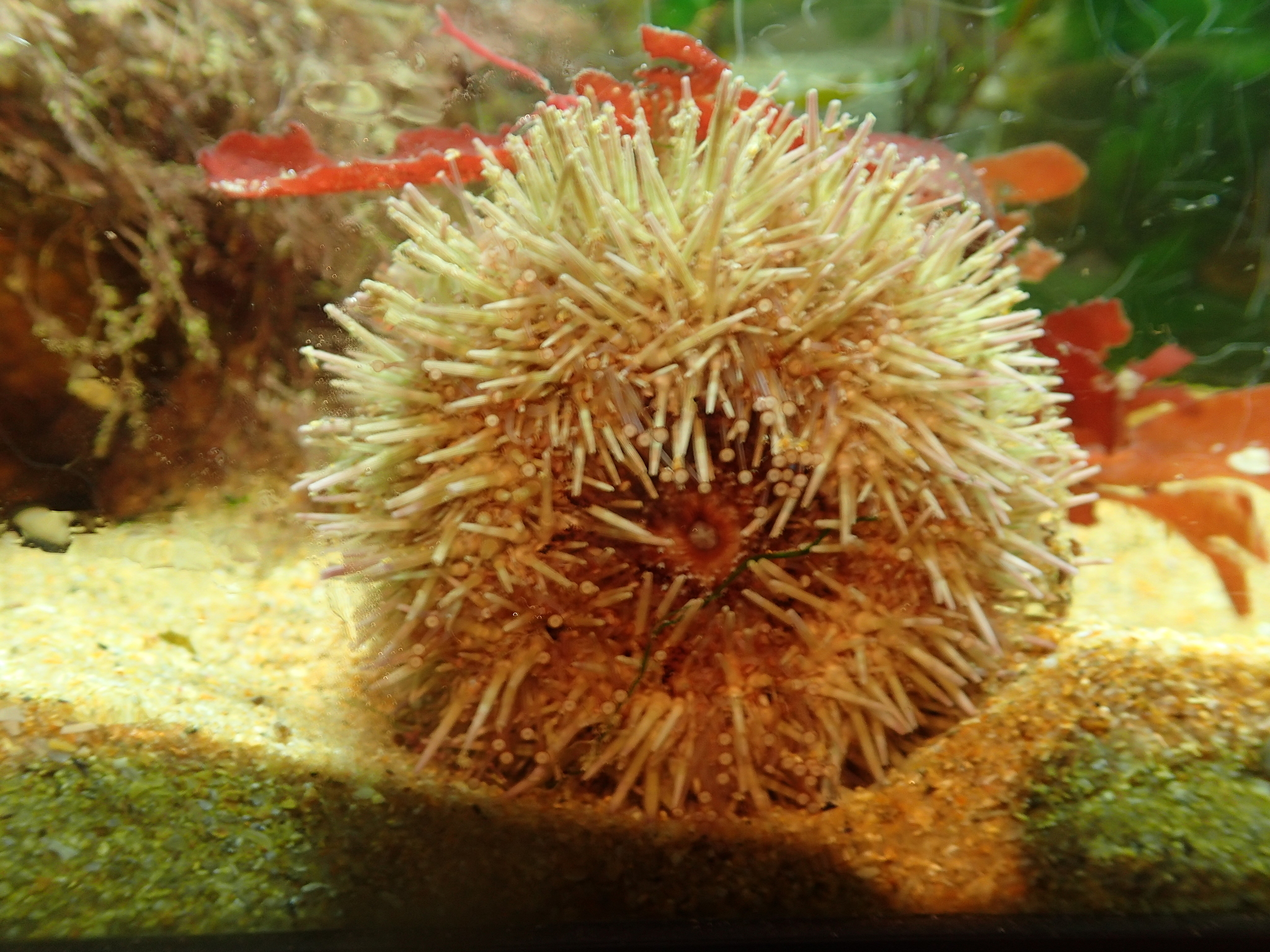
Psammechinus miliaris.

В род входят следующие виды, le NHM:
- Psammechinus miliaris (P.L.S. Müller) (1771)
- Psammechinus microtuberculatus (Blainville) (1825)

Эти два очень похожих вида, но различаются по своему ареалу: P. microtuberculatus — в Средиземном море (включая Адриатическое море и Эгейское море) и в Атлантическом океане, а P. miliaris — на востоке Атлантического океана и в Северном море.